# Rhegmoclema hubachecki
Rhegmoclema hubachecki är en tvåvingeart som beskrevs av Cook 1955. Rhegmoclema hubachecki ingår i släktet Rhegmoclema och familjen dyngmyggor. Inga underarter finns listade i Catalogue of Life.